# Psychotria niveobarbata
Psychotria niveobarbata är en måreväxtart som först beskrevs av Johannes Müller Argoviensis, och fick sitt nu gällande namn av Nathaniel Lord Britton. Psychotria niveobarbata ingår i släktet Psychotria och familjen måreväxter. Inga underarter finns listade i Catalogue of Life.